# Гемодиализ

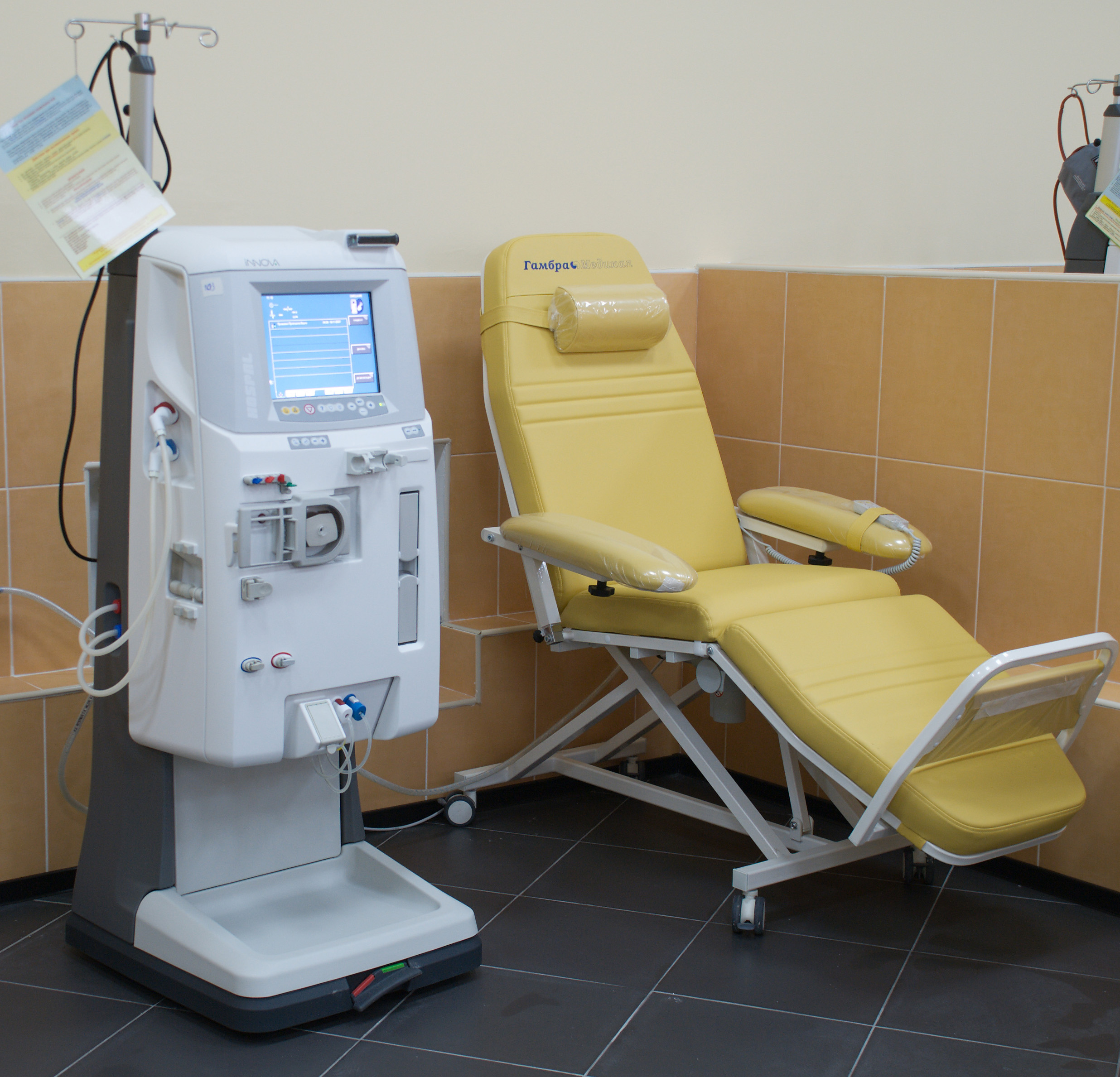
Аппарат для гемодиализа шведской компании Gambro

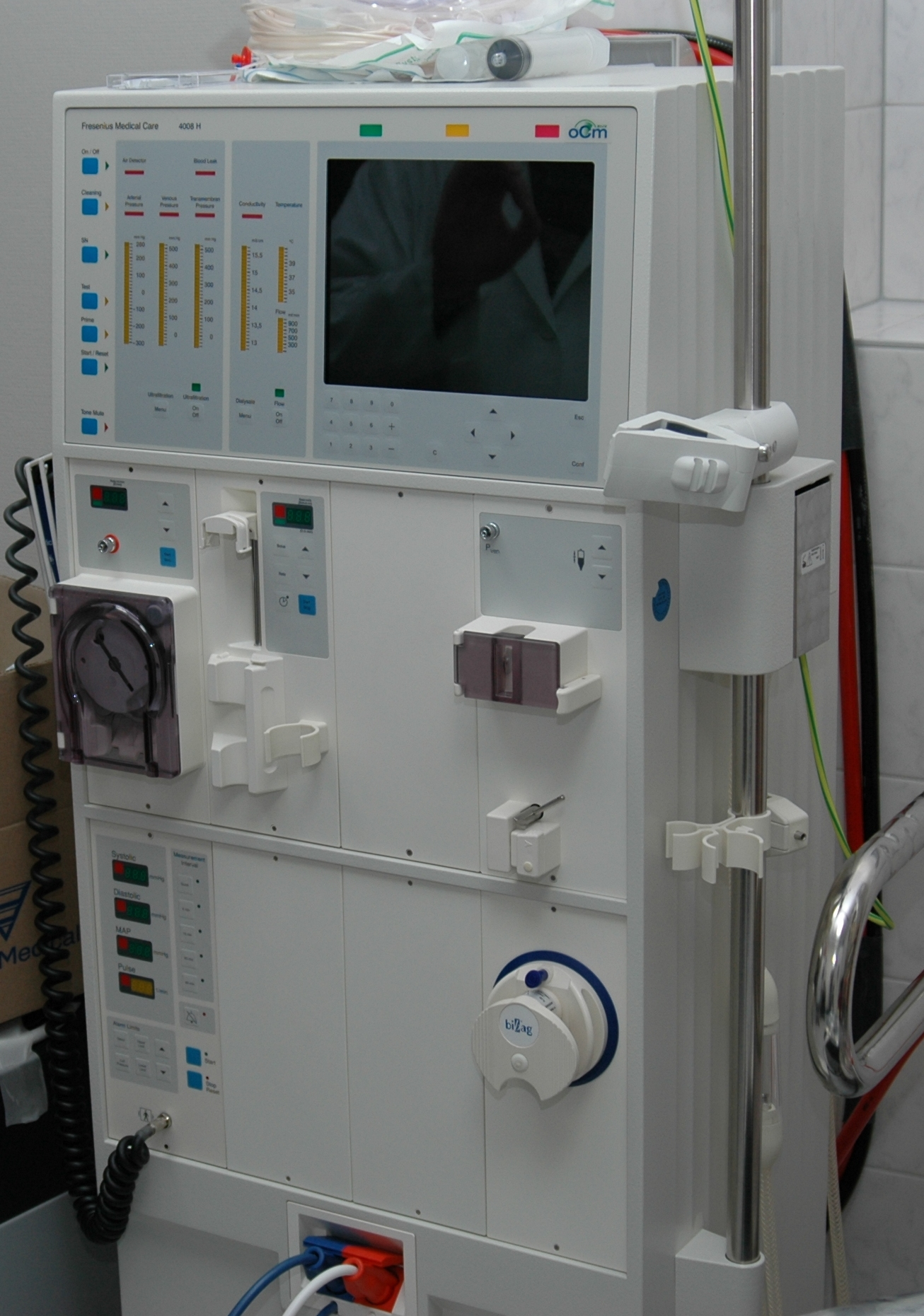
Аппарат для гемодиализа немецкой компании Fresenius

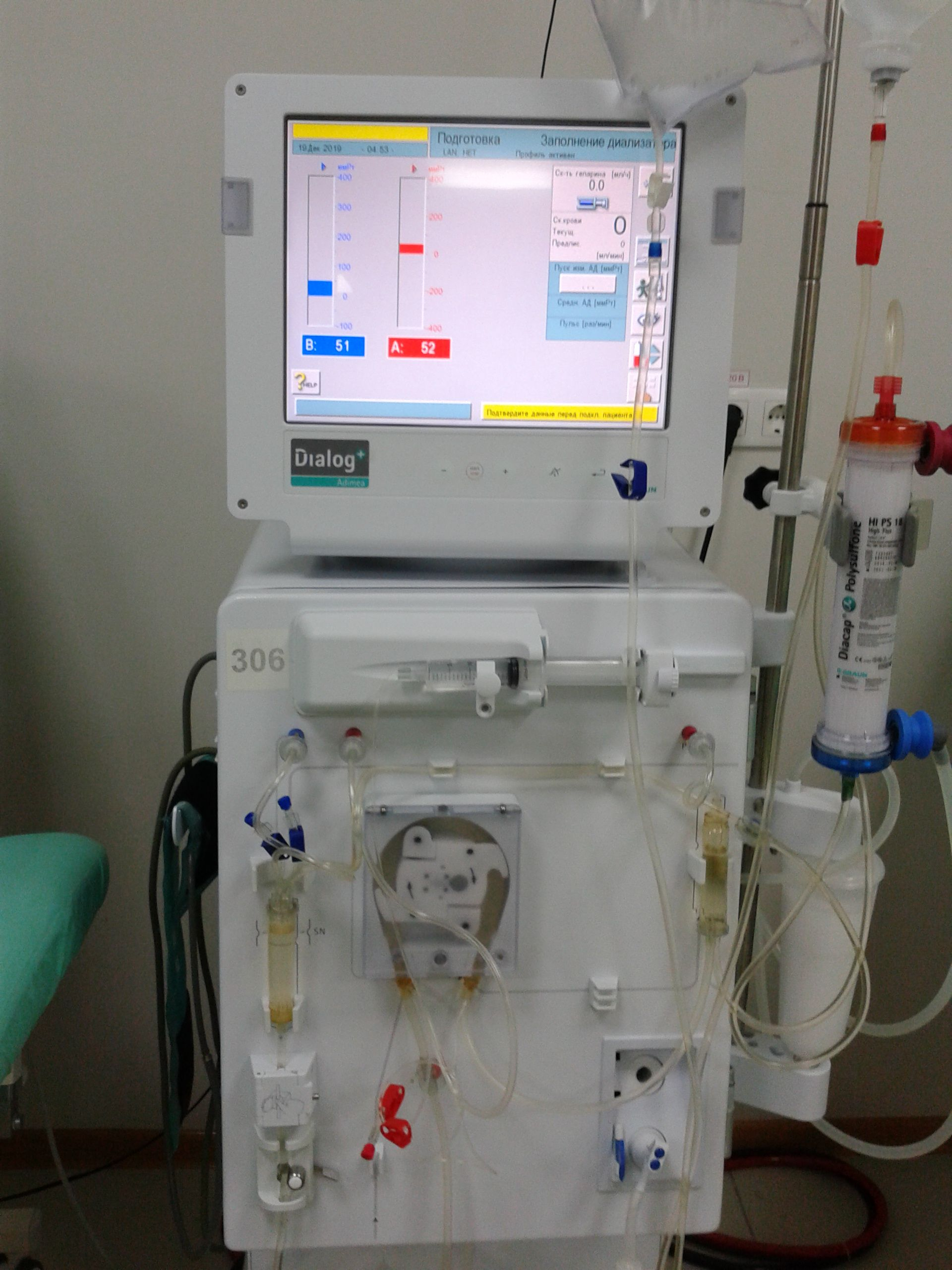
Аппарат для гемодиализа немецкой компании B. Braun

Гемодиа́лиз (др.-греч. αἷμα ‘кровь’ и διάλυσις ‘отделение’) — метод внепочечного очищения крови при острой и хронической почечной недостаточности. Во время гемодиализа происходит удаление из организма токсических продуктов обмена веществ, нормализация водного и электролитного балансов.
Гемодиализ (при котором очищение крови осуществляется через искусственную мембрану с применением аппарата «искусственная почка») отличается от перитонеального диализа (при котором очищение крови производится за счёт смены специальных растворов в брюшной полости, а в качестве мембраны выступает брюшина пациента) и кишечного диализа (промывание слизистой оболочки кишечника умеренно гипертоническими растворами).

## История возникновения
Проблема очищения крови занимала медицинскую науку ещё с античных времен. В древности считалось, что многие болезни происходят от смешения телесных жидкостей. Для их очистки применялись различные отвары и смеси растений и минералов. Такие действия были в массе своей неэффективны или даже вредны для больного. Интерес к очищению крови то вспыхивал, то угасал.
На качественно новый уровень проблема очищения крови вышла в начале XIX века, когда с развитием биохимии стали понятны многие процессы, протекающие в организме человека.
Физические основы гемодиализа заложил в 1854 году шотландский учёный Томас Грэм, опубликовав свой труд «Осмотическая сила». В этой работе он впервые описал способ изготовления полупроницаемых мембран из специально обработанного пергамента. С помощью этого метода стало возможно осуществлять разделение коллоидных и кристаллоидных растворов. В своей работе он экспериментально доказал классические в настоящее время законы диффузии и осмоса. Процесс диффузии кристаллоидных растворов через пергаментную бумагу был назван им «диализом». В своей работе он также доказал связь размеров молекулы и скорости диффузии. Чем молекула больше, тем меньше скорость диффузии.
В 1904 году Джон Джекоб Абель создал первый аппарат для удаления растворённых в крови веществ. Исследования проводились на собаках с удалёнными почками. В ходе опытов была доказана возможность эффективного удаления из крови не связанных с белками азотистых соединений. Малая площадь фильтрующей мембраны у аппарата не позволяла эффективно применять его для очистки крови у людей. В качестве средства, предотвращающего свёртывание крови при прохождении через аппарат, использовался гирудин — антикоагулянт, получаемый из пиявок. В связи с низкой эффективностью препарата серьёзную проблему представляли тромбоэмболические осложнения.
В октябре 1924 года был проведён первый гемодиализ человеку (пациенту, страдающему уремией) в Германии врачом Георгом Хаасом. В качестве антикоагулянта использовался очищенный гирудин, антигенные свойства которого не позволяли проводить диализ более 30—60 минут.
В 1927 году впервые при гемодиализе в качестве антикоагулянта был применён гепарин. Таким образом Хаас был первым, кто свёл вместе все составляющие, необходимые для успешного гемодиализа. Он применил эффективный и безопасный антикоагулянт, создал аппарат с мембраной большой площади, обеспечил эффективную подачу крови на фильтрующую мембрану.
3 сентября 1945 года произошёл первый случай успешного выведения человека из уремической комы с помощью гемодиализа. Голландский медик Виллем Кольф, внедряя в клиническую практику гемодиализ, усовершенствовал аппарат, разработанный Георгом Хаасом. Основной целью, с которой применялся гемодиализ, была борьба с уремией. В результате очистки крови с помощью гемодиализатора удалось снизить концентрацию мочевины в крови и вывести больную из комы. В результате проведённого лечения 11 сентября 1945 года было достигнуто значительное улучшение состояния пациентки, устранена угроза жизни. Впервые на практике была показана клиническая эффективность метода.
В 1946 году Вильям Кольф издал первое в мире руководство по лечению больных уремией с помощью гемодиализа.
1960 год считается началом эпохи хронического гемодиализа, когда Белдингу Скрибнеру и Вейну Квинтону удалось решить проблему долгосрочного сосудистого доступа. 10 апреля 1960 в Чикаго было объявлено о новом устройстве. Долговременный сосудистый доступ обеспечивался путём имплантации в лучевую артерию и подкожную вену двух тонкостенных тефлоновых трубок. Наружные концы шунта соединялись изогнутой тефлоновой трубкой, которая на время проведения гемодиализа удалялась, а к концам шунта подключался гемодиализатор.

## Сущность метода

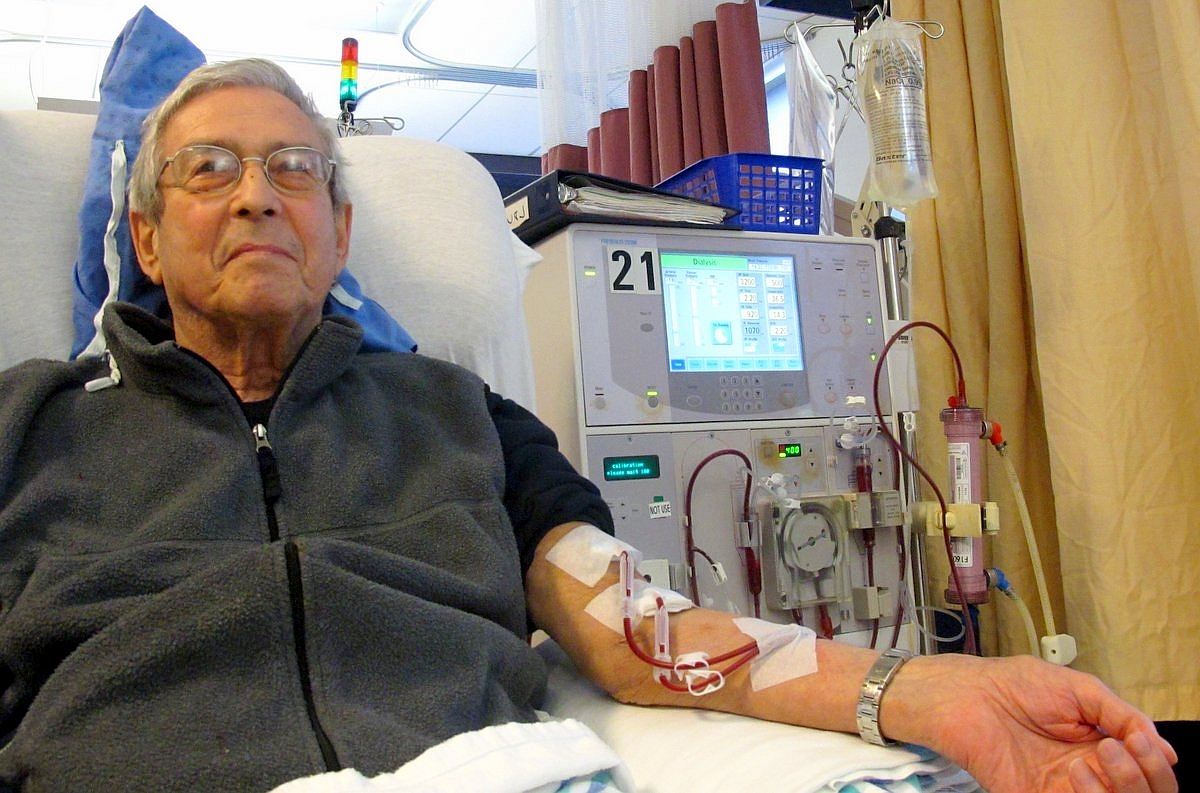
Пациент на гемодиализе

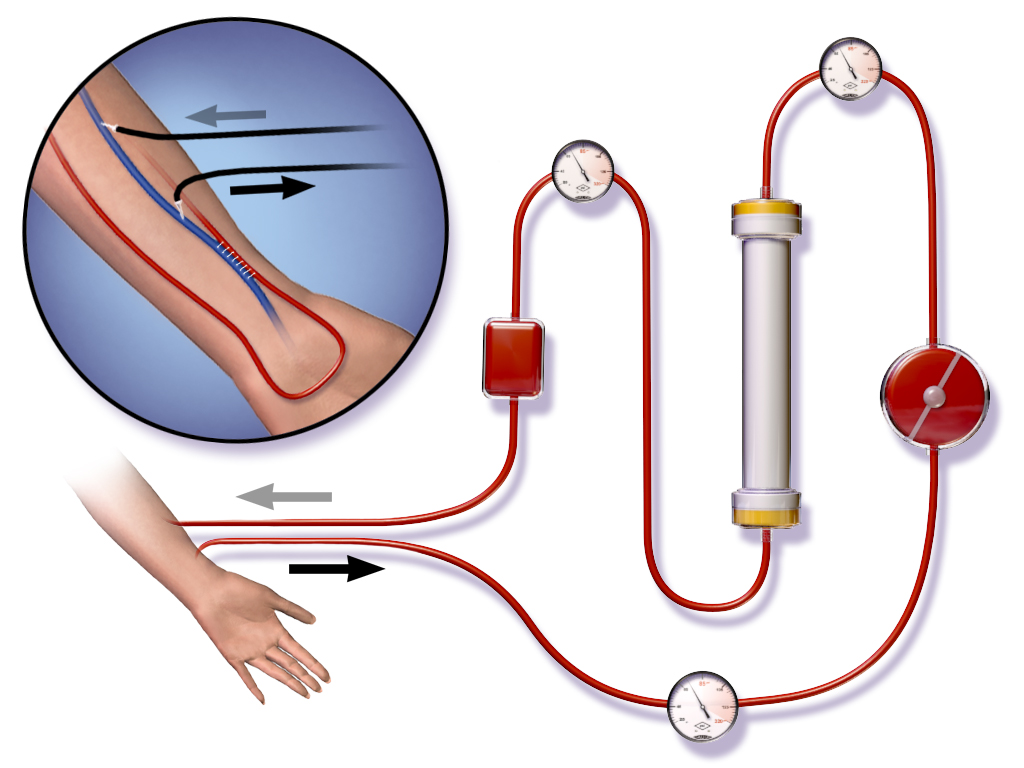
Простейшая схема гемодиализа

Во время гемодиализа происходит удаление находящихся в крови веществ путём диффузии и конвекции, которые зависят от свойств гемодиализной мембраны, а также удаление лишней воды из организма (ультрафильтрация).
Диффузия во время гемодиализа осуществляется через искусственную избирательно проницаемую мембрану, с одной стороны которой находится кровь пациента, а с другой — диализирующий раствор. В зависимости от размера пор и других характеристик мембраны из крови могут удаляться вещества с различной молекулярной массой — от натрия, калия, мочевины до белков (β2-микроглобулин). Из диализирующего раствора в кровь пациента также могут переходить электролиты (натрий, калий, кальций, хлорид и т. д.) и крупномолекулярные вещества. Поэтому диализирующий раствор содержит определённую концентрацию электролитов для поддержания их баланса в организме пациента и проходит специальную очистку, чтобы не допустить попадания бактериальных токсинов или токсичных веществ в кровоток пациента. При диффузии из крови практически не удаляются связанные с белками и гидрофобные токсические вещества.
Конвекция осуществляется через ту же гемодиализную мембрану за счёт разницы в давлении со стороны крови и диализирующего раствора. Она позволяет удалить гидрофобные токсические вещества.
Ультрафильтрация происходит за счёт трансмембрального давления (давления крови на полупроницаемую мембрану), создаваемого роликовым насосом. Современные аппараты для проведения гемодиализа оснащены электронными блоками автоматического расчёта необходимого трансмембранного давления для снятия необходимого количества жидкости.

## Показания к применению
Применяется при необходимости очищения крови от находящихся в ней вредных для организма веществ при следующих патологических состояниях:
- Острая почечная недостаточность;
- Хроническая почечная недостаточность в терминальной стадии;
- Отравления ядами и лекарствами (способными пройти через гемодиализную мембрану);
- Тяжёлые нарушения электролитного состава крови;
- Отравление спиртами;
- Гипергидратация, угрожающая жизни (отёк лёгких, отёк головного мозга и т. п.), не снимаемая консервативной терапией. Чаще применяется изолированная ультрафильтрация.

## Оборудование и материалы
Ниже представлены оборудование и материалы, необходимые для проведения одной процедуры гемодиализа:
- Очистка воды (чаще используется обратный осмос);
- Насосная станция;
- Аппарат искусственная почка (гемодиализатор);
- Кресло или кровать для расположения в них пациентов во время процедуры;
- Весы медицинские.

### Расходные материалы
- Магистраль или контур крови для проведения крови пациента из кровеносного русла к диализатору и от диализатора в кровеносное русло;
- Диализатор (функциональная единица гемодиализа, содержащая в своей структуре полупроницаемую мембрану);
- 2-просветные перманентные или временные центральные венозные катетеры; или иглы для пункции артериовенозной фистулы / артериовенозного сосудистого протеза;
- Ацетатный или бикарбонатный концентрат (и бикарбонатный картридж) в подходящей для забора таре;
- Стерильный набор (укладка), включающий в себя салфетки, тампоны, вспомогательный инструментарий;
- Физиологический раствор (простейший, 0,9%-й натрия хлорид) 1500—2000 мл;
- Средства асептики и антисептики;
- Шприцы одноразовые;
- Гепарин или низкомолекулярные гепарины;
- Препараты и средства неотложной помощи.